# Composto di inclusione

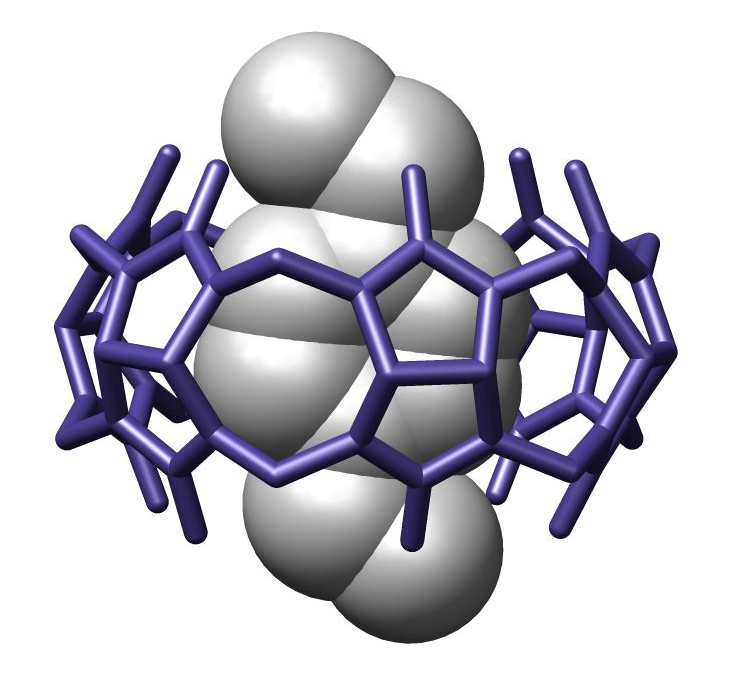
Esempio di un composto di inclusione del cucurbiturile

Nella chimica ospite-ospitante un composto di inclusione è un complesso in cui un composto chimico (l'"ospitante") forma cavità nelle quali si stabiliscono le molecole di un secondo composto "ospite".
Il concetto si estende anche allo stato cristallino, con le molecole in grado di adattarsi a tunnel o canali presenti all'interno di un reticolo cristallino. 
Tra ospite e ospitante non si stabilisce alcun legame covalente, ma generalmente agiscono forze di van der Waals e prende anche nome in questo caso di legame claustronico (che deriva dal latino "claustrum", gabbia). Se le specie ospiti sono racchiuse su tutti i lati come se fossero intrappolate in una gabbia, allora si originano composti noti come clatrati.